# 경상북도립성주공공도서관
경상북도립성주공공도서관은 대한민국 경상북도 성주군 소재의 도서관이다.

## 연혁
- 1972. 12. 24 성주군립도서관 착공
- 1973. 07. 14 성주군립도서관 개관(설치조례 제 310호)
- 1973. 07. 25 성주군립도서관 사용규칙 제정
- 1975. 09. 01 시범도서관 지정(지정기관 : 국립중앙도서관)
- 1991. 12. 27 경상북도립도서관열람규칙 개정(제 323호)
- 2003. 03. 01 경상북도평생학습관 지정(지정기관 : 경상북도교육청)
- 2005. 12. 05 신축도서관 착공
- 2007. 05. 09 도서관 재개관